# Chiesa di Sant'Andrea dei Vascellari
L'ex oratorio di Sant'Andrea dei Vascellari, ora galleria d'arte Sant'Andrea de Scaphis, è un luogo di culto cattolico sconsacrato di Roma, situato nel rione Trastevere in via dei Vascellari.

## Storia
La consacrazione della chiesa risale al pontificato di papa Pasquale I nell'821. I documenti medievali attestano l'esistenza della chiesa utilizzando numerose denominazioni: de scafis, delli scaphi, delli Schachi, delle scaphe, delli scacchi, de Scaffis. Tutti questi nomi fanno riferimento alle imbarcazioni di modeste dimensioni che transitavano sul Tevere nei pressi del tempio.
È pure attestato che fino al 1574 essa era sede di parrocchia che aveva «una rendita annua di 34 scudi e 12 boccali di vino», pi unita alla vicina parrocchia di San Salvatore de Pede Pontis. Venne affidata all'università dei Salumieri che operò un intervento di restauro e l'anno successivo diventò oratorio della confraternita del Santissimo Sacramento di Santa Cecilia ad essa collegata. Nel 1666 la chiesa fu restaurata nuovamente ed affidata alla confraternita dei vasai (chiamati "vascellari"), nuova denominazione di quella precedente. A partire dalla soppressione dell'università dei vascellari avvenuta nel 1801 (la confraternita continuò ad esistere fino al 1945 circa) l'oratorio cadde in abbandono e nel 1942 fu sconsacrato ed adibito ad usi civili, mentre gli arredi furono trasferiti nella vicina basilica di Santa Cecilia. Dal 6 aprile 2015 è una galleria d'arte di proprietà del newyorkese Gavin Brown.
Caratteristica di quest'oratorio era la "processione dei bucaletti", i boccali di coccio costruiti dai vascellari, promotori della processione, nella quale veniva portata per le strade la statua della Madonna del Carmine utilizzata nella Festa de Noantri; la processione terminava spesso con episodi di ubriacatura molesta e omicidi, per cui fu vietata da papa Gregorio XVI (1831-1846).

## Descrizione
L'ex oratorio sorge all'angolo tra via dei Vascellari (sul quale dà il prospetto principale) e via dei Salumi. La facciata è a capanna, con terminazione piana oltre l'ampio timpano triangolare dotato di cornicioni aggettanti. Al centro della parte inferiore vi è il portale rinascimentale con cornice marmorea, mentre in alto vi sono due finestre rettangolari. È ancora visibile il campanile a vela a due fornici. All'interno l'edificio è costituito da un unico ambiente, già soppalcato dopo la sconsacrazione, costituito dall'unica navata priva di abside e coperto con soffitto a travi lignee ad unico spiovente. Degli arredi sacri rimangono la cantoria lignea in controfacciata sorretta da due colonne tuscaniche e, a ridosso della parete di fondo, l'ancona dell'altare - priva di mensa - in stucco dipinto a finto marmo. Fra le opere provenienti da Sant'Andrea vi è una pala in ceramica con i Santi Andrea apostolo, Cecilia e Salomè.